# Un lupo mannaro americano a scuola
Un lupo mannaro americano a scuola (Big Wolf on Campus) è una serie televisiva canadese.

## Trama
La storia è ambientata a Pleasantville, una cittadina canadese immaginaria popolata da pochi abitanti. 
Il protagonista è l'adolescente Tommy Dawkins, che, dopo il morso di un lupo, ogni plenilunio si trasforma in licantropo.

## Episodi
| Stagione         | Episodi | Prima TV originale | Prima TV Italia |
| ---------------- | ------- | ------------------ | --------------- |
| Prima stagione   | 22      | 1999               | 2006            |
| Seconda stagione | 22      | 2000               |                 |
| Terza stagione   | 20      | 2001-2002          |                 |

## Personaggi e interpreti

### Personaggi principali
- Thomas P. Dawkins detto Tommy (stagioni 1-3), interpretato da Brandon Quinn, doppiato in italiano da David Chevalier.[1]
È uno studente delle superiori e l'asso della squadra di football, con un grosso segreto da nascondere: è un lupo mannaro. Tommy si trasforma in lupo da quando è stato morso da un lupo in una notte di luna piena mentre era in campeggio con i suoi amici. Da quel giorno Tommy è un lupo mannaro tutte le notti di luna piena, e le uniche persone a saperlo sono Merton e Lory. Tommy non ha le caratteristiche classiche di un lupo mannaro: la sua mentalità rimane quasi totalmente invariata durante la trasformazione. Egli controlla ogni suo istinto, e usa i suoi poteri quasi come fosse un supereroe. Gioca a football nella squadra della scuola come quarterback, sua madre è una giornalista locale e suo padre è il sindaco di Pleasentville.
- Merton J. Dingle (stagioni 1-3), interpretato da Danny Smith, doppiato in italiano da Alessandro Rigotti[1]
È un giovane ragazzo goth, ed è il migliore amico di Tommy. Tutti lo considerano uno sfigato e un freak
- Stacy Hanson (stagioni 1-3), interpretata da Rachelle LeFevre, doppiata in italiano da Alessia Amendola
 È la ragazza di cui Tommy è innamorato, nonché capitano delle cheerleader. Esce di scena dopo la prima stagione (il suo personaggio viene mandato all'università), senza aver scoperto il segreto del ragazzo.
- Lory Baxter (stagioni 2-3), interpretata da Aimée Castle, doppiata in italiano da Laura Lenghi.[1]
Assieme a Merton è l'unica umana a conoscere il segreto di Tommy e ad aiutarlo nel corso della serie.

### Personaggi secondari
- Tim e Travis Eckart (stagioni 1-3), noti anche come T'N'T, interpretati rispettivamente da Rob DeLeeuw e Domenic Di Rosa, doppiati in italiano da Mirko Mazzanti e Ivan Andreani.[1]
Sono fratelli gemelli e i bulli della scuola. Il loro bersaglio preferito è Merton e per questo in più di un'occasione vengono puniti dal lupo mannaro di Pleasantville, contro il quale tentano più volte, e sempre senza successo, di aizzare la città.
- Becky Dingle (stagioni 1-3), interpretata da Natalie Vansier, doppiata in italiano da Alessia La Monica.[1]
È sorella minore di Merton, considera il fratello un vero e proprio scherzo di natura. Come molte altre ragazze della scuola è attratta da Tommy.
- Dean Dawkins (stagioni 1-3), interpretato da Jack Mosshammer, doppiato in italiano da Luigi Ferraro.[1]
È il fratello maggiore e sovrappeso di Tommy, passa tutto il tempo seduto sul divano davanti alla TV. I consigli che dà a Tommy sono spesso basati sulle trame dei suoi film e telefilm preferiti.
- Sally Dawkins (stagioni 1-3), interpretato da Jane Wheeler, doppiato in italiano da Roberta Greganti.[1]
Madre di Tommy, è una reporter per una TV locale.
- Robert Dawkins, detto Bob (stagioni 1-3), interpretato da Alan Fawcett, doppiato in italiano da Antonio Sanna.[1]
Padre di Tommy, è il sindaco di Pleasentville.
- Hugo Bostwick (stagioni 1-3), interpretato da Richard Jutras, doppiato in italiano da Franco Mannella.[1].
È l'eccentrica e scontrosa guardia di sicurezza del liceo. Appare solo nella prima stagione.

### Nemici ricorrenti
- La Morte (in inglese Death, stagioni 1-3), interpretata da Lawrence Bayne, doppiata in italiano da Stefano Mondini.[1]
È uno dei due cattivi ad essere comparso in due episodi distinti della serie. Nel finale della prima stagione si mette sulle tracce di Tommy dopo che questi le ha impedito di portare via un'anima, ma i ragazzi riescono ad ingannarla. Nel finale della seconda stagione, invece, ricompare per portare via Merton, ma questi riesce a barattare la propria vita con i diritti d'autore su una canzone che sta componendo.
- Butch Jenkins (stagioni 1-3), interpretato da Adam MacDonald, doppiato in italiano da Alessandro Quarta.[1]
anche lui apparso in due episodi (uno della prima e uno della seconda stagione) è un bullo degli anni cinquanta uscito da un film d'epoca per vivere nel mondo reale. Cerca sempre di rapire le ragazze di cui Tommy è innamorato (Stacy nel primo episodio e Lory nel secondo).
- Vince, anche detto Mr. Invincible (stagioni 1-3), interpretato da Jeff Douglas.
È l'amico immaginario di Merton quando era un bambino, che decide di materializzarsi quando scopre che Merton non ha più bisogno di lui. Dotato di poteri sovrumani (fra cui l'invisibilità e lo sguardo laser) tenta di eliminare Tommy e Lory per poter diventare nuovamente il miglior amico di Merton.
- Il sodalizio, una setta di lupi mannari che hanno come obiettivo quello di far entrare nella setta anche Tommy per via del suo sangue di alfa e di creare un esercito di lupi mannari.

## Distribuzione
La serie conta 65 episodi di circa 25 minuti l'uno ed è stata trasmessa dalla rete televisiva Fox Family Channel per la prima volta in Canada nel 1999, ma non ha avuto molto successo.
In Italia è stata trasmessa in prima TV su Jetix nel 2006, in chiaro su 7 Gold nel 2007.